# Heritiera kanikensis
Heritiera kanikensis är en malvaväxtart som beskrevs av N.C. Majumdar och L.K. Banerjee. Heritiera kanikensis ingår i släktet Heritiera och familjen malvaväxter. Inga underarter finns listade i Catalogue of Life.